# Lalanne (Hautes-Pyrénées)
Lalanne település Franciaországban, Hautes-Pyrénées megyében. Lakosainak száma 100 fő (2022. január 1.). Lalanne Betbèze, Boulogne-sur-Gesse, Gensac-de-Boulogne, Devèze, Pouy, Thermes-Magnoac és Villemur községekkel határos.

## Népesség
A település népességének változása:
| Lakosok száma | 98   | 100  | 105  | 98   | 100  | 101  | 101  | 100  | 100  |
|               | 2013 | 2015 | 2016 | 2017 | 2018 | 2019 | 2020 | 2021 | 2022 |